# Hans Weinreich (SS-Mitglied)

Hans Weinreich

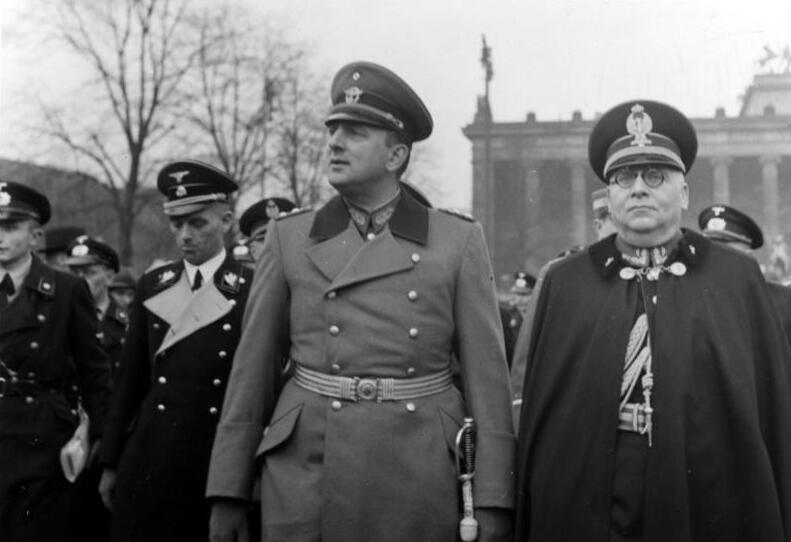
Hans Weinreich (2.v.l., schwarzer Mantel mit hellem Revers) mit Kurt Daluege bei einem Empfang einer italienischen Polizeiabordnung in Berlin (1936)

Hans Weinreich (* 5. September 1896 in Merseburg; † 23. Dezember 1963 in Düsseldorf) war ein deutscher SS-Gruppenführer und Generalleutnant der Polizei sowie Chef der Technischen Nothilfe (TeNo).

## Leben
Weinreich stammte aus bürgerlichen Verhältnissen; sein Vater war Sanitätsrat. Er besuchte die Bürgerschule und das Gymnasium in Merseburg. Im August 1914 meldete er sich als Kriegsfreiwilliger. Im Ersten Weltkrieg wurde er 1917 zum Leutnant der Reserve befördert. Er wurde insgesamt dreimal verwundet und geriet 1918 in englische Kriegsgefangenschaft. Nach der Entlassung wurde Weinreich von 1919 bis Juli 1920 Polizeioffizier in Berlin. Anschließend arbeitete er als Landwirt und kaufmännischer Angestellter im Leuna-Werk.
Von 1920 bis 1921 war Weinreich Mitglied des Stahlhelms. Am 15. März 1922 trat er in München der NSDAP (Mitgliedsnummer 5.920) bei und war von 1922 bis 1924 Ortsgruppenleiter und Propagandaleiter. Er war vom 15. März 1922 bis zum 15. Dezember 1936 ebenfalls Mitglied der SA. 1924 wurde er Mitglied im Frontbann.
Seit 1. Februar 1928 war er SA-Führer im Gau Halle-Merseburg. Später wurde er Oberführer des Gausturmes Halle-Merseburg und seit 1. Juli 1932 Führer der Untergruppe Halle-Merseburg. 1932 wurde er SA-Gruppenführer z. b. V. in der Obersten-SA-Führung. Ab 1. Juli 1933 war er Stabsführer beim Generalinspekteur der SA.
1932 wurde er Abgeordneter im Preußischen Landtag und seit dem 12. November 1933 ebenfalls Mitglied des Reichstags für den Wahlkreis 11 Merseburg.
Am 1. März 1933 trat er in die SS (SS-Nr. 278.160) ein und wurde zum SS-Ehrenführer im Rang eines SS-Gruppenführers ernannt. Am 24. April 1934 ernannte ihn der Reichsminister des Innern zum Leiter des Reichsamtes TN. Am 15. Dezember 1936 wurde er ordentlicher SS-Gruppenführer. Von 12. Juni 1937 bis Juli 1943 war er Chef der TeNo im Reichsamt TN, dazu ab Dezember 1941 Chef des Amtes TN im Hauptamt Ordnungspolizei. Am 1. Januar 1941 wurde er zum Generalmajor befördert, am 1. Dezember 1942 nach einem längeren Streit mit dem Reichsfinanzministerium zum Generalleutnant der Polizei.
Weinreich war mit Erika Baumgarten verheiratet (* 7. November 1899 in Wieda; † 15. November 1942 durch Selbstmord). Sie war ebenfalls Mitglied der NSDAP (Mitgliedsnr. 37.543). Mit ihr hatte er eine gemeinsame Tochter (* 23. Januar 1925; † 15. November 1942).
Weinreich wurde im September 1943 aus persönlichen Gründen durch den Reichsführer SS Heinrich Himmler abgesetzt und aus der SS entlassen. Weinreichs Entlassung resultierte aus einer öffentlich bekanntgewordenen Affäre mit einer Prostituierten, die früher geschlechtskrank gewesen war. Weinreich hatte ihr ein Heiratsversprechen abgegeben. Seine Frau und seine 17-jährige Tochter begingen Ende 1942 Selbstmord. Weinreich wurde bei seiner Entlassung zusätzlich Beeinflussung der Untersuchung und Vorenthalten von Beweismittel vorgeworfen.
Die Führung der TN musste er an SS-Gruppenführer und Generalleutnant der Polizei Willy Schmelcher abgeben. Am 1. Juli 1944 wurde Weinreich in die Reserve versetzt.
Nach dem Krieg lebte er zeitweise in Solingen und starb in Düsseldorf.

## Auszeichnungen
- 1914: Eisernes Kreuz, II. und I. Klasse[6]
- 1918: Verwundetenabzeichen in Silber (3 × verwundet)[6]
- Erster Weltkrieg: Tapferkeitsmedaille (Sachsen-Altenburg)
- 1923: Traditions-Gau-Abzeichen für den Gau Halle-Merseburg
- nach 1934: Ehrenkreuz für Frontkämpfer
- Datum unbekannt: Goldenes Parteiabzeichen der NSDAP
- nach 1939: Dienstauszeichnung der NSDAP in Silber
- Datum unbekannt: SS-Dienstauszeichnung
- Datum unbekannt: Ehrendegen des Reichsführers SS
- Datum unbekannt: SS-Totenkopfring